# Knut Ahnlund

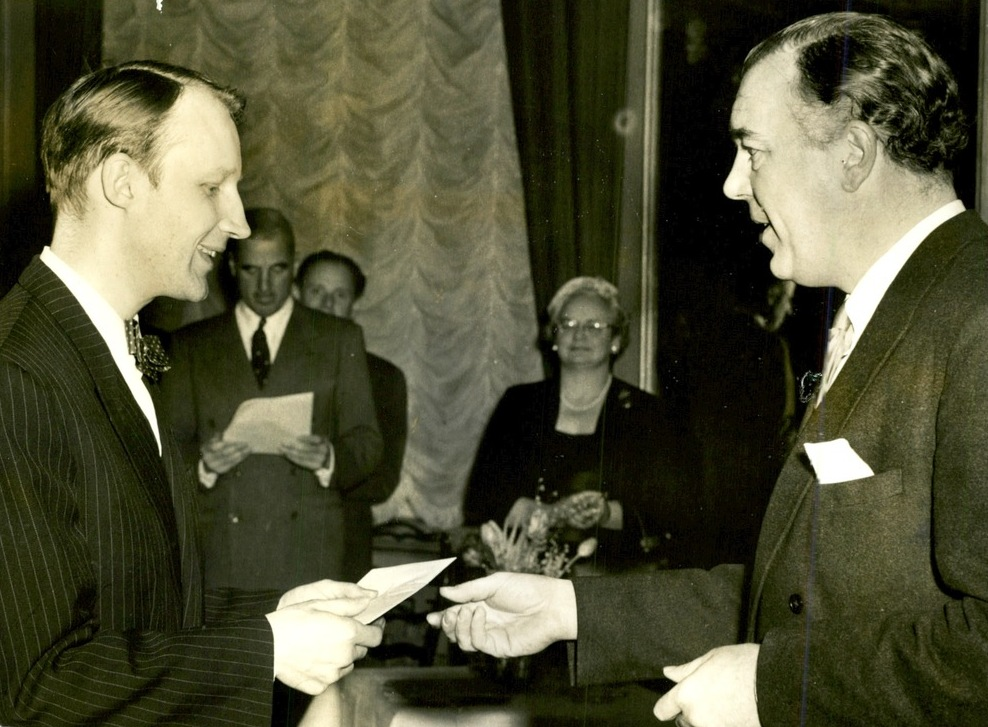
Knut Ahnlund (till vänster) mottar ett stipendium av prins Bertil, 1956.

Knut Emil Ahnlund, född 24 maj 1923 i Stockholm, död 28 november 2012 i Täby församling, var en svensk litteraturvetare, författare, översättare, kritiker. Från 1983 var han ledamot av Svenska Akademien på stol nummer sju.

## Biografi
Ahnlund blev filosofie doktor vid Stockholms högskola 1956 med en avhandling om Henrik Pontoppidan och var professor i nordisk litteratur vid Århus universitet 1966–69. Hans forskning har kretsat kring dansk och spanskspråkig litteratur, men han har också skrivit en stor biografi över Sven Lidman.
Som kritiker var Ahnlund främst verksam i Svenska Dagbladet. Han debuterade som Under strecket-skribent 1951 och skrev närmare 200 understreckare. Ahnlund hade en knivskarp analytisk och stilistisk förmåga, "vilket också gjorde att de debatter han drog igång blev ovanligt underhållande", skrev Kaj Schueler i en nekrolog i SvD i december 2012. År 2003 utgavs ett urval av hans understreckare om spanskspråkig litteratur i boken Spansk öppning: Essäer om Spaniens och Latinamerikas litteratur.
1970 anställdes Ahnlund som expert vid Svenska Akademiens Nobelinstitut och 1983 blev han också ledamot av Akademien, där han efterträdde Karl Ragnar Gierow. Under den så kallade Rushdieaffären 1989 protesterade Ahnlund mot att Akademin inte fördömde de iranska mullornas fatwa. 1996 lämnade han arbetet i Akademien efter ett offentligt bråk med den dåvarande ständige sekreteraren Sture Allén. Efter att Horace Engdahl 1999 valts till Alléns efterträdare, kritiserade Ahnlund den nye sekreteraren i flera tidningsartiklar. 
Den 11 oktober 2005 kungjorde Ahnlund i Svenska Dagbladet att han ville lämna Akademien i protest mot valet av Elfriede Jelinek till Nobelpristagare i litteratur 2004. Ahnlund ansåg bland annat, att Jelineks böcker var idé- och visionslösa samt pornografiska. Ahnlund försonades aldrig med Akademien, utan konflikten förstärktes när han 2010 anklagade de övriga medlemmarna för maktfullkomlighet och för att läcka uppgifter om Nobelpristagare till pressen.
Ahnlund var engagerad i Samfundet Sverige–Israel, och var ordförande i dess riksorganisation 1985–89.

### Familj
Ahnlund var son till historikern Nils Ahnlund (1889–1957) och filosofie kandidat Lisa Ahnlund (född Hallberg, 1894–1985), samt bror till läkaren Hans Olof Ahnlund (1919–2017). Han var 1948–75 gift med kärnfysikern Katarina Kraft (1924–1986) och fick med henne sönerna Nathan 1951 och Måns 1958.

### Översättningar
- Czesław Miłosz, Möte: dikter, övers. från polska av Knut Ahnlund och från engelska av Eva Bruno (Uppsala: Bromberg, 1980). Libris 7652255. ISBN 9176080439
- Camilo José Cela, Mazurka för två döda (Mazurca para dos muertos) (Stockholm: Atlantis, 1989). Libris 7644765. ISBN 9174868683
- Czesław Miłosz, Samlade dikter 1931–1987, nytolkn. och red. Nils Åke Nilsson, övers. Knut Ahnlund m.fl. (Stockholm: Bromberg, 1990). Libris 7652533. ISBN 9176084655
- Camilo José Cela, Från Miño till Bidasoa (Del Miño al Bidasoa) (Stockholm: Atlantis, 1993). Libris 7644807. ISBN 9174869302
- Henrik Stangerup, Dotter till: scener kring en mor (Datter af) (Stockholm: Atlantis, 1997). Libris 7644587. ISBN 9174864599
- Julio Cortázar, Samlade noveller 1, övers. Karin Sjöstrand (i samarb. m. Jorge Sexer), Knut Ahnlund, Jan Sjögren och Jens Nordenhök (Stockholm: Modernista, 2007). Libris 10445487. ISBN 9789185453733
- Julio Cortázar, Samlade noveller 2, övers. Karin Sjöstrand (i samarb. m. Jorge Sexer), Knut Ahnlund, Jan Sjögren och Jens Nordenhök (Stockholm: Modernista, 2007). Libris 10441373. ISBN 9789185453740

## Priser och utmärkelser
- 1964 – Schückska priset
- 1988 – Kellgrenpriset
- 1996 – John Landquists pris
- 2004 – Litteris et Artibus